# Яблочко (село)
Я́блочко (укр. Яблучко; до 2016 г. Жовтне́вое) — село в Кетрисановской сельской общине Кропивницкого района Кировоградской области Украины.
До 2020 года входило в Бобринецкий район
Население по переписи 2001 года составляло 84 человека. Почтовый индекс — 27214. Телефонный код — 5257. Занимает площадь 0,329 км². Код КОАТУУ — 3520882402.